# Laura Allen
Laura Allen (ur. 21 marca 1974 w Portland) – amerykańska aktorka, występowała w roli Lily Moore Tyler w serialu USA Network 4400.

## Życiorys
Urodziła się w Portland w stanie Oregon, jako drugie dziecko Julie i Davida Allena. Dorastała na Bainbridge Island w Waszyngtonie z dwiema siostrami: starszą Jennifer (Jenny) i młodszą Lindsay. W 1996 ukończyła studia na wydziale socjologii w Wellesley College. Pracowała z New York City Police Department jako doradca ds. przemocy domowej.
23 września 2006 w Relais Palazzo del Capitano w Pienza we Włoszech wyszła za mąż za Roberta Bruce’a Weymana. Mają dwóch synów: Harpera Edwarda (ur. 3 września 2008 w Los Angeles) i Jake’a Blissa (ur. 5 czerwca 2012).

## Filmografia

### Filmy
- 2003: Uśmiech Mony Lizy (Mona Lisa Smile) jako Susan Delacorte
- 2005: Siła poezji (How You Look to Me) jako Jane  Carol Webb
- 2008: The Collective jako Clare
- 2008: From Within jako Trish
- 2009: Stare wygi (Old Dogs) jako Kelly
- 2010: Hysteria jako Erin

### Seriale TV
- 2000–2001: Wszystkie moje dzieci (All My Children) jako Laura English
- 2004: Dowody zbrodni (Cold Case) jako Vanessa Prosser
- 2004: Gorące Hawaje (North Shore) jako Monique
- 2004: Miasto gangów (Sucker Free City) jako Samantha Wade
- 2004–05, 2007: 4400 (The 4400) jako Lily Moore Tyler
- 2006: Dr House (House, M.D.) jako Sarah
- 2007: Zabójcze umysły (Criminal Minds) jako Bobbi Baird
- 2007: Prawo i porządek: sekcja specjalna (Law & Order: Special Victims Unit) jako Cass Magnall
- 2007–2008: Dirt jako Julia Mallory
- 2009: Chirurdzy (Grey’s Anatomy) jako Beth Whitman
- 2009: CSI: Kryminalne zagadki Miami (CSI: Miami) jako Sondra Moore
- 2010: Terriers jako Katie Nichols
- 2012: Przebudzenie (Awake) jako Hanna Britten
- 2013–2014: Ravenswood jako Rochelle Matheson
- 2014: Agenci NCIS: Nowy Orlean (NCIS: New Orleans) jako Katherine Wilson
- 2015: W garniturach (Suits) jako Annabelle Specter
- 2016: Zabójcze umysły: poza granicami (Criminal Minds: Beyond Borders) jako Emily Wagner
- 2017: American Horror Story: Kult (American Horror Story: Cult) jako Rosie
- 2017: Wisdom of the Crowd jako detektyw Shelly Walsh
- 2018: 9-1-1 jako Marcy Nash
- 2018: Hap i Leonard (Hap and Leonard) jako oficer Reynolds